# Niederländischer Spielepreis
Der Niederländische Spielepreis (niederländisch Nederlandse Spellenprijs) ist ein Spielepreis, der seit 2001 durch die niederländische Vereinigung Ducosim vergeben wird. Die Preisverleihung findet jedes Jahr im November auf der Spielemesse Spellenspektakel in Utrecht statt. Im Juli wird eine Nominierungsliste bekanntgegeben, wobei Spiele mit niederländischen Spielregeln zur Auswahl stehen, die im Zeitraum 1. Juni des Vorjahres bis 31. Mai des aktuellen Jahres erschienen sind. Der Gewinner darf ein Logo „Nederlandse Spellenprijs – Jahr – winnaar“ und die Nominierten ein Logo „Nederlandse Spellenprijs – Jahr – genomineerd“ verwenden. Seit 2012 wird der Preisträger durch eine elfköpfige Jury bestimmt.
Seit 2013 gibt es ähnlich zum deutschen Kennerspiel des Jahres die Auszeichnung „Expertenspiel“. 2020 wurde zusätzlich eine Kategorie „Kennerspiel“ eingeführt, um eine Zwischenstufe zwischen dem Familien- und dem Expertenspiel zu etablieren.
Bis 2017 wurde ein Logo verwendet, bei der eine stilisierte rote Spielfigur vor einem türkisen Lorbeerkranz zu sehen ist, darunter ist der Schriftzug „Nederlandse Spellenprijs“ zu finden. Seit 2018 wird ein Logo mit einer halben roten Windmühle und einem halben blauen Pöppel vor einem grauen Lorbeerkranz verwendet; der Schriftzug „Nederlandse Spellenprijs“ befindet sich nun zwischen der halben Mühle und der halben Spielfigur.
2020 wurde zum ersten Mal ein Sonderpreis (Bijzondere Prijs) verliehen: Erwin Broens erhielt diesen für seinen jahrzehntelangen Beitrag zum niederländischen Brettspiel-Hobby.

## Preisträger und Nominierte (2001 bis 2012)
| 2001 • 2002 • 2003 • 2004 • 2005 • 2006 • 2007 • 2008 • 2009 • 2010 • 2011 • 2012 |

| Jahr | Gewinner | Spiel (deutscher Titel)                                                     | Autor(en)                                                | Verlag                      |
| ---- | -------- | --------------------------------------------------------------------------- | -------------------------------------------------------- | --------------------------- |
| 2001 |          | Machiavelli (Ohne Furcht und Adel)                                          | Bruno Faidutti                                           | 999 Games                   |
| 2001 |          | Attila                                                                      | Karl-Heinz Schmiel                                       | 999 Games                   |
| 2001 |          | Carcassonne                                                                 | Klaus-Jürgen Wrede                                       | 999 Games                   |
| 2001 |          | Java                                                                        | Wolfgang Kramer, Michael Kiesling                        | Ravensburger                |
| 2001 |          | Kardinaal & Koning (Kardinal & König)                                       | Michael Schacht                                          | 999 Games                   |
| 2001 |          | La Città                                                                    | Gerd Fenchel                                             | 999 Games                   |
| 2001 |          | Morisi                                                                      | Corné van Moorsel                                        | Cwali                       |
| 2001 |          | San Marco                                                                   | Aaron Weissblum, Alan R. Moon                            | Ravensburger                |
| 2002 |          | Cartagena                                                                   | Leo Colovini                                             | Identity Games              |
| 2002 |          | Dvonn                                                                       | Kris Burm                                                | Don & Co                    |
| 2002 |          | Medina                                                                      | Stefan Dorra                                             | 999 Games                   |
| 2002 |          | Mexica                                                                      | Wolfgang Kramer, Michael Kiesling                        | Ravensburger                |
| 2002 |          | North & South (Norden & Süden)                                              | Frank Chadwick                                           | Phalanx Games               |
| 2002 |          | Pueblo                                                                      | Wolfgang Kramer, Michael Kiesling                        | Ravensburger                |
| 2002 |          | StreetSoccer                                                                | Corné van Moorsel                                        | Cwali                       |
| 2003 |          | Puerto Rico                                                                 | Andreas Seyfarth                                         | Ravensburger                |
| 2003 |          | Clans                                                                       | Leo Colovini                                             | Identity Games              |
| 2003 |          | Boonanza (Bohnanza)                                                         | Uwe Rosenberg                                            | 999 Games                   |
| 2003 |          | Cannes                                                                      | Doumen, Haverkort, Wiersinga, Jannink                    | Splotter                    |
| 2003 |          | Morgenland                                                                  | Richard Breese                                           | 999 Games                   |
| 2003 |          | Take 5! (6 nimmt!)                                                          | Wolfgang Kramer                                          | 999 Games                   |
| 2003 |          | Trans America                                                               | Franz-Benno Delonge                                      | Identity Games              |
| 2003 |          | ZooSim                                                                      | Corné van Moorsel                                        | Cwali                       |
| 2004 |          | Maharadja (Raja: Palastbau in Indien)                                       | Wolfgang Kramer, Michael Kiesling                        | Phalanx Games               |
| 2004 |          | Adel Verplicht (Adel verpflichtet)                                          | Klaus Teuber                                             | Jumbo                       |
| 2004 |          | Amon-Ra (Amun-Re)                                                           | Reiner Knizia                                            | 999 Games                   |
| 2004 |          | De Bruggen van Shangrila (Die Brücken von Shangrila)                        | Leo Colovini                                             | 999 Games                   |
| 2004 |          | De Grote Dalmuti (Der Große Dalmuti)                                        | Richard Garfield                                         | PS Games                    |
| 2004 |          | Puerto Rico het kaartspel (San Juan)                                        | Andreas Seyfarth                                         | Ravensburger                |
| 2004 |          | Ticket to Ride (Zug um Zug)                                                 | Alan R. Moon                                             | Days of Wonder/Hodin        |
| 2004 |          | Yinsh                                                                       | Kris Burm                                                | Don & Co/Vendetta Games     |
| 2005 |          | De Ontembare Stad (Die Unbezwingbare Stadt)                                 | Hans van Tol                                             | The Game Master             |
| 2005 |          | Alhambra                                                                    | Dirk Henn                                                | Queen Games                 |
| 2005 |          | Australia                                                                   | Wolfgang Kramer, Michael Kiesling                        | Ravensburger                |
| 2005 |          | Goa                                                                         | Rüdiger Dorn                                             | 999 Games                   |
| 2005 |          | Iguazu (Niagara)                                                            | Thomas Liesching                                         | 999 Games                   |
| 2005 |          | Keythedral                                                                  | Richard Breese                                           | PS Games                    |
| 2005 |          | Sint Petersburg (Sankt Petersburg)                                          | Michael Tummelhofer                                      | 999 Games                   |
| 2005 |          | Veel Soeps!                                                                 | Reiner Knizia                                            | University Games            |
| 2005 |          | Wings of War                                                                | Andrea Angiolino, Piergiorgio Paglia                     | PS Games                    |
| 2006 |          | Caylus                                                                      | William Attia                                            | Quined & White Goblin Games |
| 2006 |          | Heersers der Woestijn (Durch die Wüste)                                     | Reiner Knizia                                            | PS Games                    |
| 2006 |          | Manilla (Manila)                                                            | Franz-Benno Delonge                                      | 999 Games                   |
| 2006 |          | Pinguïn (Packeis am Pol)                                                    | Alvydas Jakeliunas, Günter Cornett                       | Phalanx Games               |
| 2006 |          | Pirates!                                                                    | Reiner Knizia                                            | Ravensburger                |
| 2006 |          | Reef Encounter                                                              | Richard Breese                                           | Quined Games                |
| 2006 |          | Skyline of the World                                                        | Hans van Tol                                             | The Game Master             |
| 2006 |          | Tai Pan (Tichu)                                                             | Urs Hostettler                                           | 999 Games                   |
| 2007 |          | De Vorsten van Florence (Die Fürsten von Florenz)                           | Wolfgang Kramer, Richard Ulrich, Jens Christopher Ulrich | QWG Games                   |
| 2007 |          | Arkadia (Die Baumeister von Arkadia)                                        | Rüdiger Dorn                                             | Ravensburger                |
| 2007 |          | De Kathedraal (Die Säulen der Erde)                                         | Michael Rieneck, Stefan Stadler                          | 999 Games                   |
| 2007 |          | Factory Fun                                                                 | Corné van Moorsel                                        | Cwali                       |
| 2007 |          | Mr. Jack                                                                    | Bruno Cathala, Ludovic Maublanc                          | Hurrican / Hodin            |
| 2007 |          | Pompen of Verzuipen (Land unter)                                            | Stefan Dorra                                             | PS Games                    |
| 2007 |          | Shogun                                                                      | Dirk Henn                                                | Queen Games                 |
| 2007 |          | Taj Mahal (Tadsch Mahal)                                                    | Reiner Knizia                                            | QWG Games                   |
| 2007 |          | Thurn und Taxis                                                             | Karen Seyfarth, Andreas Seyfarth                         | 999 Games                   |
| 2008 |          | Cuba                                                                        | Michael Rieneck, Stefan Stadler                          | The Game Master             |
| 2008 |          | Burgers’ Zoo                                                                | Michael Schacht                                          | 999 Games                   |
| 2008 |          | League of Six (Sechsstädtebund)                                             | Vladimír Suchý                                           | QWG Games                   |
| 2008 |          | Thebes (Jenseits von Theben)                                                | Peter Prinz                                              | Queen Games / Hodin         |
| 2008 |          | Tzaar                                                                       | Kris Burm                                                | Smart Games                 |
| 2008 |          | Voor de Wind (Vor dem Wind)                                                 | Torsten Landsvogt                                        | Phalanx Games               |
| 2008 |          | Yspahan                                                                     | Sébastien Pauchon                                        | QWG Games                   |
| 2009 |          | Agricola                                                                    | Uwe Rosenberg                                            | 999 Games                   |
| 2009 |          | Age of Empires III                                                          | Glenn Drover                                             | QWG Games                   |
| 2009 |          | Chicago Express                                                             | Harry Wu                                                 | Queen Games                 |
| 2009 |          | Cities                                                                      | Martyn F                                                 | Emma Games                  |
| 2009 |          | Dominion                                                                    | Donald X. Vaccarino                                      | 999 Games                   |
| 2009 |          | Het Achtste Wereldwonder (Der Turmbau zu Babel)                             | Reiner Knizia                                            | 999 Games                   |
| 2009 |          | Krakow 1325 AD                                                              | Peter Struijf                                            | Geode Games                 |
| 2009 |          | Pandemie                                                                    | Matt Leacock                                             | QWG Games                   |
| 2009 |          | Stenen Tijdperk (Stone Age)                                                 | Michael Tummelhofer                                      | 999 Games                   |
| 2010 |          | Hoogspanning (Funkenschlag)                                                 | Friedemann Friese                                        | 999 Games                   |
| 2010 |          | Brass                                                                       | Martin Wallace                                           | White Goblin Games          |
| 2010 |          | Dixit                                                                       | Jean-Louis Roubira                                       | Libellud                    |
| 2010 |          | Fresco (Fresko)                                                             | Marcel Süßelbeck, Marco Ruskowski, Wolfgang Panning      | Queen Games                 |
| 2010 |          | Roll through the Ages (Im Wandel der Zeiten – Das Würfelspiel – Bronzezeit) | Matt Leacock                                             | QWG Games                   |
| 2010 |          | Stoom (Steam)                                                               | Martin Wallace                                           | Phalanx Games               |
| 2010 |          | Tobago                                                                      | Bruce Allen                                              | The Game Master             |
| 2010 |          | Vasco da Gama                                                               | Paolo Mori                                               | 999 Games                   |
| 2011 |          | Hanzesteden (Hansa Teutonica)                                               | Andreas Steding                                          | 999 Games                   |
| 2011 |          | 7 Wonders                                                                   | Antoine Bauza                                            | Repos Productions           |
| 2011 |          | Het Verboden Eiland (Die verbotene Insel)                                   | Matt Leacock                                             | White Goblin Games          |
| 2011 |          | Wizard                                                                      | Ken Fisher                                               | 999 Games                   |
| 2011 |          | Imperial 2030                                                               | Mac Gerdts                                               | The Game Master             |
| 2011 |          | K2                                                                          | Adam Kaluza                                              | White Goblin Games          |
| 2011 |          | Lino                                                                        | Chislaine van den Bulk                                   | Giuoco                      |
| 2011 |          | Sun, Sea & Sand                                                             | Corné van Moorsel                                        | Cwali                       |
| 2012 |          | Lancaster                                                                   | Matthias Cramer                                          | 999 Games                   |
| 2012 |          | Hoogspanning: De Eerste Vonken (Funkenschlag – Die ersten Funken)           | Friedemann Friese                                        | Repos Productions           |
| 2012 |          | Mondo                                                                       | Michael Schacht                                          | White Goblin Games          |
| 2012 |          | Ninjato                                                                     | Dan Schnake & Adam West                                  | White Goblin Games          |
| 2012 |          | Takenoko                                                                    | Antoine Bauza                                            | Éditions Matagot / Asmodée  |

## Preisträger und Nominierte Familienspiel (ab 2013)
| 2013 • 2014 • 2015 • 2016 • 2017 • 2018 • 2019 • 2020 • 2021 • 2022 • 2023 • 2024 |

| Jahr | Gewinner | Spiel (deutscher Titel)                                    | Autor(en)                                                     | Verlag                                                |
| ---- | -------- | ---------------------------------------------------------- | ------------------------------------------------------------- | ----------------------------------------------------- |
| 2013 |          | King of Tokyo                                              | Richard Garfield                                              | Heidelberger Spieleverlag/Iello                       |
| 2013 |          | Coney Island                                               | Michael Schacht                                               | Argentum Verlag/White Goblin Games                    |
| 2013 |          | Flash Point                                                | Kevin Lanzing                                                 | Indie Boards & Cards/999 Games                        |
| 2014 |          | Qwixx                                                      | Steffen Benndorf                                              | White Goblin Games/Nürnberger-Spielkarten-Verlag GmbH |
| 2014 |          | Hanabi                                                     | Antoine Bauza                                                 | Abacusspiele                                          |
| 2014 |          | UGO!                                                       | Roland Hoekstra, Thomas Jansen (Spieleautor), Patrick Zuidhof | Playthisone/Kosmos                                    |
| 2015 |          | Splendor                                                   | Marc André                                                    | Space Cowboys/Asmodée                                 |
| 2015 |          | Camel Up                                                   | Steffen Bogen                                                 | Eggertspiele/Pegasus Spiele                           |
| 2015 |          | Sushi Go!                                                  | Phil Walker-Harding                                           | Zoch Verlag                                           |
| 2016 |          | Avonturenland (Abenteuerland)                              | Michael Kiesling, Wolfgang Kramer                             | HABA                                                  |
| 2016 |          | Codenames                                                  | Vlaada Chvátil                                                | Czech Games Edition/Heidelberger Spieleverlag         |
| 2016 |          | Quadropolis                                                | François Gandon                                               | Days of Wonder                                        |
| 2017 |          | Droomhuis (Mein Traumhaus)                                 | Klemens Kalicki                                               | Chronicle Games                                       |
| 2017 |          | Imhotep                                                    | Phil Walker-Harding                                           | White Goblin Games                                    |
| 2017 |          | Kingdomino                                                 | Bruno Cathala                                                 | White Goblin Games/Blue Orange Games                  |
| 2018 |          | Azul                                                       | Michael Kiesling                                              | Next Move                                             |
| 2018 |          | Luxor                                                      | Rüdiger Dorn                                                  | Queen Games                                           |
| 2018 |          | The Mind                                                   | Wolfgang Warsch                                               | White Goblin Games                                    |
| 2019 |          | Welcome to…                                                | Benoit Turpin                                                 | Jumping Turtle Games                                  |
| 2019 |          | De Kwakzalvers van Kakelenburg                             | Wolfgang Warsch                                               | 999 Games                                             |
| 2019 |          | Clever                                                     | Wolfgang Warsch                                               | 999 Games                                             |
| 2020 |          | Point Salad                                                | Shawn Stankewich, Molly Johnson, Robert Melvin                | White Goblin Games                                    |
| 2020 |          | Menara                                                     | Oliver Richtberg                                              | 999 Games                                             |
| 2020 |          | De Zoektocht naar El Dorado                                | Reiner Knizia                                                 | 999 Games                                             |
| 2021 |          | CuBirds                                                    | Stefan Alexander                                              | Gam’inBIZ                                             |
| 2021 |          | Cartographers                                              | Jordy Adan                                                    | Intrafin                                              |
| 2021 |          | Detective Club                                             | Oleksandr Nevskiy                                             | Jumping Turtle Games                                  |
| 2022 |          | Cascadia                                                   | Randy Flynn                                                   | White Goblin Games                                    |
| 2022 |          | De Avonturen van Robin Hood (Die Abenteuer des Robin Hood) | Michael Menzel                                                | 999 Games                                             |
| 2022 |          | Living Forest                                              | Aske Christiansen                                             | Ludonaute                                             |
| 2023 |          | De Betoverde Torens (Die wandelnden Türme)                 | Michael Kiesling, Wolfgang Kramer                             | Hot Games                                             |
| 2023 |          | Splendor Duel                                              | Marc André, Bruno Cathala                                     | Space Cowboys                                         |
| 2023 |          | Wonder Woods                                               | Eli Thomas Wolf                                               | Blue Orange Games                                     |
| 2024 |          | Sky Team                                                   | Luc Rémond                                                    | 999 Games                                             |
| 2024 |          | Sea Salt & Paper                                           | Bruno Cathala, Théo Rivière                                   | Gam’inBIZ                                             |
| 2024 |          | Trekking Through History (Trekking: Reise durch die Zeit)  | Charlie Bink                                                  | White Gobelin Games                                   |

## Preisträger und Nominierte Kennerspiel (ab 2020)
Das Kennerspiel wurde zum ersten Mal im Jahr 2020 als dritte Kategorie vergeben, um drei Preisstufen zu etablieren.
| 2020 • 2021 • 2022 • 2023 • 2024 |

| Jahr | Gewinner | Spiel (deutscher Titel)                       | Autor(en)                                      | Verlag               |
| ---- | -------- | --------------------------------------------- | ---------------------------------------------- | -------------------- |
| 2020 |          | De Crew                                       | Thomas Sing                                    | 999 Games            |
| 2020 |          | De Taveernen van de Oude Stad                 | Wolfgang Warsch                                | 999 Games            |
| 2020 |          | Tiny Towns                                    | Peter McPherson                                | White Goblin Games   |
| 2021 |          | It’s a Wonderful World                        | Frédéric Guérard                               | Geronimo Games       |
| 2021 |          | De Dwergen van Nidavellir                     | Serge Laget                                    | White Goblin Games   |
| 2021 |          | MicroMacro: Crime City                        | Johannes Sich                                  | White Goblin Games   |
| 2022 |          | Libertalia                                    | Paolo Mori                                     | 999 Games            |
| 2022 |          | Honey Buzz                                    | Paul Salomon                                   | Happy Meeple Games   |
| 2022 |          | Aquatica                                      | Ivan Tuzovsky                                  | Jumping Turtle Games |
| 2023 |          | Heat                                          | Asger Harding Granerud, Daniel Skjold Pedersen | Days of Wonder       |
| 2023 |          | Flamecraft                                    | Manny Vega                                     | White Goblin Games   |
| 2023 |          | Wolven (Die Wölfe)                            | Ashwin Kamath, Clarence Simpson                | 999 Games            |
| 2024 |          | Forest Shuffle (Mischwald)                    | Kosch                                          | Lookout Games        |
| 2024 |          | Cat in the Box                                | Muneyuki Yokouchi                              | Geronimo Games       |
| 2024 |          | Het Witte Kasteel van Himeji (Die weiße Burg) | Isra C., Shei S.                               | 999 Games            |

## Preisträger und Nominierte Expertenspiel (ab 2013)
| 2013 • 2014 • 2015 • 2016 • 2017 • 2018 • 2019 • 2020 • 2021 • 2022 • 2023 • 2024 |

| Jahr | Gewinner | Spiel (deutscher Titel)                        | Autor(en)                                       | Verlag                                                        |
| ---- | -------- | ---------------------------------------------- | ----------------------------------------------- | ------------------------------------------------------------- |
| 2013 |          | Terra Mystica                                  | Helge Ostertag und Jens Drögemüller             | Feuerland/White Goblin Games                                  |
| 2013 |          | Trajan                                         | Stefan Feld                                     | Ammonit/Quined Games                                          |
| 2013 |          | Tzolk’in                                       | Simone Luciani und Daniele Tascini              | Heidelberger Spieleverlag/Czech Games Edition/The Game Master |
| 2014 |          | De Legenden van Andor (Die Legenden von Andor) | Michael Menzel                                  | Kosmos                                                        |
| 2014 |          | Brugge (Brügge)                                | Stefan Feld                                     | Hans im Glück Verlag                                          |
| 2014 |          | Russian Railroads                              | Helmut Ohley und Leonhard Orgler                | 999 Games/Hans im Glück Verlag                                |
| 2015 |          | Concordia                                      | Mac Gerdts                                      | PD-Games                                                      |
| 2015 |          | The Golden Ages                                | Luigi Ferrini                                   | Quined Games                                                  |
| 2015 |          | Istanbul                                       | Rüdiger Dorn                                    | Pegasus Spiele                                                |
| 2016 |          | Marco Polo (Auf den Spuren von Marco Polo)     | Simone Lucianien, Daniele Tascini               | 999 Games                                                     |
| 2016 |          | Haspelknecht                                   | Thomas Spitzer                                  | Quined Games                                                  |
| 2016 |          | De Alchemist (Die Alchemisten)                 | Matus Kotry                                     | The Game Master                                               |
| 2017 |          | Orléans                                        | Reiner Stockhausen                              | White Goblin Games                                            |
| 2017 |          | Great Western Trail                            | Alexander Pfister                               | 999 Games                                                     |
| 2017 |          | Mombasa                                        | Alexander Pfister                               | The Game Master                                               |
| 2018 |          | Gaia Project                                   | Jens Drögemüller, Helge Ostertag                | White Goblin Games                                            |
| 2018 |          | Chimera Station                                | Mark Major                                      | Game Brewer                                                   |
| 2018 |          | Paco Ŝako                                      | Felix Albers                                    | Eigenverlag                                                   |
| 2019 |          | Rovers van de Noordzee                         | Shem Phillips                                   | White Goblin Games / Schwerkraft Verlag                       |
| 2019 |          | Gentes                                         | Stefan Risthaus                                 | Game Brewer                                                   |
| 2019 |          | Wingspan                                       | Elizabeth Hargrave                              | 999 Games                                                     |
| 2020 |          | Architecten van het Westelijk Koninkrijk       | Shem Phillips, S. J. Macdonald                  | White Goblin Games                                            |
| 2020 |          | Crown of Emara                                 | Benjamin Schwer                                 | 999 Games                                                     |
| 2020 |          | Teotihuacan                                    | Daniele Tascini                                 | Jumping Turtle Games                                          |
| 2021 |          | Everdell                                       | James A. Wilson                                 | White Goblin Games                                            |
| 2021 |          | De Verdwenen Ruïnes van Arnak                  | Michaela Štachová, Michal Štach                 | White Goblin Games                                            |
| 2021 |          | Maracaibo                                      | Alexander Pfister                               | Geronimo Games                                                |
| 2022 |          | Ark Nova                                       | Mathias Wigge                                   | White Goblin Games                                            |
| 2022 |          | Carnegie                                       | Xavier Georges                                  | HOT Games                                                     |
| 2022 |          | Terraforming Mars: Ares Expeditie              | Jacob Fryxelius, Nick Little, Sydney Engelstein | Intrafin Games                                                |
| 2023 |          | Sleeping Gods (Schlafende Götter)              | Ryan Laukat                                     | Keep Exploring Games                                          |
| 2023 |          | Bitoku                                         | Germán P. Millán                                | Keep Exploring Games                                          |
| 2023 |          | Marrakesh                                      | Stefan Feld                                     | White Goblin Games                                            |
| 2024 |          | Sabika                                         | Germán P. Millán                                | Keep Exploring Games                                          |
| 2024 |          | Ratten van Wistar (Die Ratten von Wistar)      | Simone Luciani, Danilo Sabia                    | DSV Games                                                     |
| 2024 |          | Spirit Island                                  | R. Eric Reuss                                   | 999 Games                                                     |